# Kasō taishō
Kasō taishō (jap. 仮装大賞), skrót od Kin-chan no kasō taishō (jap. 欽ちゃんの仮装大賞) – japoński program rozrywkowy, nadawany co pół roku przez NTV, w którym soliści lub grupy amatorów, łącząc charakteryzację, choreografię, teatr kabuki oraz kabaret tworzą krótkie formy teatralne, często z zabawnym przesłaniem w ciekawy sposób przedstawiając perspektywę. Po występie uczestnicy są oceniani przez panel 10 sędziów, a pod koniec każdego odcinka spośród uczestników z największą ilością punktów jest przyznawana nagroda Grand Prix. 
W 2003 zwycięzcą został skecz „Matrix Ping-Pong”, który okazał się hitem internetu. Program ten zainspirował wiele podobnych programów zazwyczaj nazywanych Masquerade lub Mascerade, nadawanych w Hongkongu, Malezji, Indonezji, Singapurze oraz Niemczech.